# Kanton Villeneuve-sur-Lot-2
Der Kanton Villeneuve-sur-Lot-2 ist seit 2015 ein französischer Wahlkreis im Arrondissement Villeneuve-sur-Lot im Département Lot-et-Garonne in der Region Nouvelle-Aquitaine; sein Hauptort ist Villeneuve-sur-Lot. 

## Gemeinden
Der Kanton besteht aus sechs Gemeinden und Gemeindeteilen mit insgesamt 16.630 Einwohnern (Stand: 1. Januar 2022) auf einer Gesamtfläche von 109,65 km²:
| Gemeinde                     | Einwohner 1. Januar 2022 | Fläche km² | Dichte Einw./km² | Code INSEE | Postleitzahl |
| ---------------------------- | ------------------------ | ---------- | ---------------- | ---------- | ------------ |
| Bias                         | 2.965                    | 12,29      | 241              | 47027      | 47300        |
| Hautefage-la-Tour            | 1.028                    | 20,75      | 50               | 47117      | 47340        |
| Pujols                       | 3.776                    | 24,98      | 151              | 47215      | 47300        |
| Saint-Antoine-de-Ficalba     | 714                      | 10,93      | 65               | 47228      | 47340        |
| Sainte-Colombe-de-Villeneuve | 498                      | 18,92      | 26               | 47237      | 47300        |
| Villeneuve-sur-Lot           | 7.649                    | 21,78      | 351              | 47323      | 47300        |
| Kanton Villeneuve-sur-Lot-2  | 16.630                   | 109,65     | 152              | 4721       | –            |

1. ↑   Nur der südliche Teil der Gemeinde, der Rest gehört zum Kanton Villeneuve-sur-Lot-1.